# Scuba Diving International
La Scuba Diving International o SDI è un'organizzazione per l'addestramento all'attività subacquea. È la branca ricreativa della Technical Diving International, tra le più importanti organizzazioni mondiali di addestramento alla subacquea tecnica. La SDI è membro della RSTC (Recreational Scuba Training Council) e della EUF (European Underwater Federation).

## Storia
La Scuba Diving International nasce negli Stati Uniti nel 1999 come branca ricreativa della consorella TDI, considerata troppo tecnica per l'addestramento dei subacquei nelle fasi iniziali. Questa affiliazione fornisce alla didattica una filosofia unica che la distingue dalle altre didattiche, ovvero insegnare la subacquea ricreativa tramite l'esperienza della subacquea tecnica. SDI è stata infatti fondata con la ferma convinzione che le pratiche subacquee del passato andassero riviste alla luce della nuova tecnologia ora disponibile e che l'istruzione del subacqueo ricreativo dovesse riflettere i bisogni reali di chi pratica regolarmente l'immersione subacquea. Ad esempio, SDI è stata la prima Agenzia a richiedere l'uso di un computer subacqueo personale da parte di tutti i subacquei in immersione.
Il 2004 segna l'ingresso nella RSTC (Recreational Scuba Training Council) e nella EUF (European Underwater Federation), passaggio fondamentale che ha fatto sì che gli standard SDI venissero valutati e approvati come sicuri a livello internazionale.
La didattica SDI ha attualmente Uffici che operano in più di 100 Nazioni nel mondo, e sebbene sia considerata tra le organizzazioni più nuove dell'industria della subacquea, è anche vista come una delle più professionali e innovative.

## Didattica
Gli standard alla base dei programmi di insegnamento SDI sono stati concepiti per garantire all'allievo la massima sicurezza, massimizzando al contempo il piacere di imparare l'attività subacquea. SDI ha riesaminato tutti quei limiti fondati solo sulla tradizione ed ha così sviluppato nuove linee guida basate su dati scientifici.
SDI ritiene che i subacquei debbano essere istruiti sin dall'inizio del loro percorso sulla disponibilità di nuovi metodi di immersione e che debbano aver la possibilità di fare immersioni anche un po' più lunghe e profonde sempre mantenendo in primo piano la sicurezza.
Un'altra caratteristica che distingue SDI da altre organizzazioni didattiche è quella di riconoscere l'addestramento all'immersione senza un compagno come parte della subacquea ricreativa, ed è stata la prima Agenzia ad offrire un apposito corso con rilascio di brevetto, il "Solo Diving", per ottenere il quale è ovviamente necessaria un'approfondita esperienza. La certificazione non incoraggia all'immersione "in solitaria", ma permette di acquisire la capacità di far fronte ad emergenze senza dover dipendere costantemente dal compagno d'immersione.

## Panoramica dei Corsi
- Snorkeling - Fornisce agli allievi le tecniche e le procedure necessarie a praticare lo snorkeling in sicurezza.
- Scuba Discovery - Introduzione all'immersione con le bombole, in un ambiente controllato sotto la supervisione diretta di un istruttore SDI.
- Future Buddies - Introduzione all'immersione subacquea per ragazzi dagli 8 ai 12 anni.
- Open Water Scuba Diver - Il primo livello di certificazione per immersione, concepito per fornire agli allievi le conoscenze teoriche e le tecniche di immersione per condurre correttamente un'escursione subacquea in condizioni simili a quelle in cui è avvenuto l'addestramento, senza la supervisione di un istruttore.
- Inactive Diver / Refresher - Un corso per aggiornare le conoscenze e le tecniche di immersione di un subacqueo da lungo tempo inattivo.
- Advanced Diver - Questa certificazione richiede ad un subacqueo Open Water di avere completato quattro corsi di specialità e di avere 25 immersioni registrate. SDI ritiene che un subacqueo possa essere realmente "Advanced" dopo che tutto ciò sia stato completato.
- Rescue Diver - La certificazione Rescue è stata concepita per aumentare le conoscenze e fornire le tecniche necessarie per provvedere assistenza e primo soccorso negli incidenti subacquei.
- Master Scuba Diver - Per accedere al programma SDI – Master Scuba Diver Development l'allievo deve possedere un totale di 4 specialità SDI ed avere completato con successo il corso Rescue Diver; inoltre si richiedono almeno 50 immersioni registrate. SDI ritiene che un subacqueo possa realisticamente essere considerato "Master Scuba Diver" dopo questi requisiti.
- Shallow Water Diver Course - Il corso è specifico per lo Shallow Water System e non è inteso per addestrare i partecipanti all'uso dell'attrezzatura subacquea convenzionale.

### Corsi di Specialità
- Advanced Adventure Diver - Il corso di secondo livello, che fornisce al subacqueo una panoramica di 5 differenti specialità, 2 base e 3 aggiuntive.
- Advanced Buoyancy Control - Introduce il subacqueo ai vantaggi derivanti da un buon controllo della galleggiabilità nelle varie situazioni d'immersione.
- Altitude Diver - L'obiettivo di questo corso è addestrare il subacqueo alle procedure necessarie per potersi immergere con tutta sicurezza in altitudine.
- Boat Diver - Introduce i subacquei ai differenti tipi di imbarcazioni e alle conoscenze necessarie a pianificare un'immersione da barca in tutta sicurezza.
- Computer Diver - Fornisce al subacqueo le competenze necessarie per svolgere immersioni con l'utilizzo del computer subacqueo personale ed è indirizzato primariamente ai subacquei certificati con agenzie didattiche che durante il corso usano le tradizionali tabelle d'immersione invece del computer.
- Computer Nitrox Diver (22-40%) - Addestra i subacquei all'utilizzo in sicurezza delle miscele Nitrox fino al 40% con l'utilizzo di un computer programmabile Nitrox.
- Deep Diver - Fornisce il necessario addestramento per programmare ed eseguire immersioni fino alla profondità massima di 40 metri.
- Diver Propulsion Vehicle Diver - Addestra i subacquei all'utilizzo di scooter subacquei (DPV).
- Drift Diver - Introduce alle conoscenze e alle tecniche per condurre le immersioni in corrente in modo sicuro e corretto.
- Dry Suit Diver - Permette agli studenti di poter aumentare le loro conoscenze teoriche e tecniche sul corretto utilizzo di una muta stagna.
- Equipment Specialist Diver - Aumenta le conoscenze teoriche e tecniche su come funziona l'equipaggiamento subacqueo.
- Full Face Mask Diver - Addestra i subacquei alle necessarie conoscenze, procedure ed abilità per immergersi in sicurezza con una maschera granfacciale (full face mask).
- Ice Diver - Illustra ai subacquei le procedure collegate all'immersione sotto i ghiacci, per pianificare ed eseguire in sicurezza questo tipo di attività.
- Marine Ecosystems Awareness Diver - Lo scopo di questo corso è di accrescere la comprensione e la consapevolezza del subacqueo sul suo ambiente, i problemi legati all'ecosistema e il ruolo del subacqueo nella protezione e salvaguardia del mondo sottomarino.
- Night/Limited Visibility Diver - Fa comprendere al subacqueo le procedure, le tecniche e i potenziali pericoli associati all'immersione notturna o a quella effettuata in condizioni di scarsa visibilità.
- Research Diver - Il fine di questo corso è aumentare le conoscenze del subacqueo nell'affascinante specializzazione della ricerca biologica.
- Search and Recovery Diver - Aumenta le conoscenze dei subacquei sulle tecniche e conoscenze necessarie per pianificare ed eseguire con successo una immersione di ricerca e recupero.
- Shore/Beach Diver - Fornisce le necessarie conoscenze e procedure per immergersi dalla riva, in particolare come gestire differenti tipologie di condizioni di spiagge e onde.
- Sidemount Diver - Questo corso è progettato per insegnare a subacquei certificati l'utilizzo delle bombole principali indossate lateralmente (sidemount) come alternativa al sistema tradizionale con bombole sulla schiena (backmount).
- Solo Diver - L'obiettivo di questo corso è di addestrare i subacquei sui benefici, i pericoli e le corrette procedure per immergersi da soli.
- Underwater Navigation Diver - Fornisce addestramento ed esperienza su come effettuare una navigazione subacquea utilizzando la navigazione naturale e strumentale.
- Underwater Photographer Diver - Fornisce allo studente gli elementi necessari alla conoscenza del vasto mondo della fotografia subacquea, attraverso l'analisi delle diverse attrezzature e delle tecniche fotografiche nell'ambiente subacqueo.
- Underwater Video Diver - Introduce il subacqueo all'equipaggiamento, le tecniche e le procedure necessarie a pianificare un'immersione con riprese video in tutta sicurezza.
- Wreck Diver - Vengono discusse e utilizzate le tecniche e l'equipaggiamento necessario per svolgere immersioni sui relitti in sicurezza. Questo corso può essere insegnato come non-penetrazione oppure penetrazione limitata.
- Visual Inspection Procedure (VIP) - Questo corso è stato studiato per promuovere la sicurezza nella cura e manutenzione di bombole subacquee ad alta pressione.
- SDI/TDI CPROX Administrator - Questo corso è la combinazione di due programmi: la Rianimazione Cardio-Polmonare e la Somministrazione di Ossigeno nelle Emergenze. È stato concepito per insegnare ai subacquei come eseguire in maniera sicura e corretta la CPR e l'amministrazione di Ossigeno nelle situazioni di emergenza.
- SDI/TDI CPR1st Administrator - Questo corso è la combinazione di due programmi: la Rianimazione Cardio-Polmonare e il Primo Soccorso nelle Emergenze. È stato concepito per insegnare ai subacquei come eseguire in maniera sicura e corretta la CPR e l'amministrazione delle procedure di Primo Soccorso a una persona infortunata.
- SDI/TDI CPROX1st AED Administrator - Questo Corso combina in un unico programma le tecniche di Rianimazione Cardio-Polmonare, di somministrazione d'emergenza di Ossigeno e uso del defibrillatore esterno automatico (DEA).

### Corsi professionali
- Divemaster - Questo programma è stato studiato per sviluppare gli esercizi e le necessarie conoscenze per la formazione di guide subacquee.
- Assistant Instructor - Questo programma è stato studiato per dare esperienze pratiche di insegnamento con un Istruttore SDI.
- Istruttori di Specialità non subacquea - Il Corso per Istruttore di Specialità Non Subacquea SDI è stato studiato per insegnare ai membri dell'industria subacquea come: negozianti, tecnici di laboratori attrezzatura, etc., le conoscenze per agire con sicurezza come un istruttore indipendente per le specialità non-subacquee.
- CPROX Instructor - Prepara gli Istruttori nelle tecniche di insegnamento del trattamento della CPR e la gestione dell'ossigeno in situazioni di emergenza dei subacquei.
- CPR1st Instructor - Prepara gli Istruttori nelle tecniche di sicuro insegnamento del trattamento della CPR e la valutazione del corretto Primo Soccorso negli incidenti.
- CPROX1stAED Instructor - Prepara gli Istruttori nelle tecniche di insegnamento del trattamento della CPR e la gestione dell'ossigeno e l'utilizzo del DEA in situazioni di emergenza.
- Visual Inspection Procedure Instructor - Questo corso è stato studiato per insegnare ai candidati Inspector Instructor le tecniche per impiegare, riempire, ed ispezionare le bombole, includendo l'identificazione dei vari difetti che portino allo scarto delle bombole.
- Instructor Development Course (IDC) e Instructor Evaluation Course (IEC) - Il Corso Istruttore SDI è stato studiato per insegnare ai Divemaster o Assistant Instructor le conoscenze per agire con sicurezza come un istruttore indipendente. Questo programma è diviso in due sezioni, un Corso di sviluppo per Istruttori (IDC) ed un Corso di Valutazione per Istruttori (IEC).
- IT Staff Instructor - Il corso addestra i candidati a condurre indipendentemente il corso SDI Instructor Development Course (IDC). In aggiunta gli IT Staff Instructor sono qualificati a condurre i corsi per Istruttori di Specialità non subacquea e condurre le specialità SDI Istruttori ed Assistenti Istruttori SDI. Prepara anche i candidati all'Instructor Trainer Workshop (ITW).
- Instructor Trainer - L'instructor trainer workshop (ITW) addestra i candidati come valutatori, a condurre indipendentemente un Instructor Evaluation Course.
- IT Staff e Instructor Trainer Crossover - Il corso Crossover IT Staff Instructor e IT SDI orienta e addestra i candidati ad ottenere l'equivalente qualifica da un'altra organizzazione didattica riconosciuta nella filosofia di addestramento e alle metodologie impiegate da International Training e certificarli come SDI IT Staff Instructor o Instructor Trainer.